# Lathrolestes albicinctus
Lathrolestes albicinctus là một loài tò vò trong họ Ichneumonidae.